# Chiesa ortodossa di Cipro

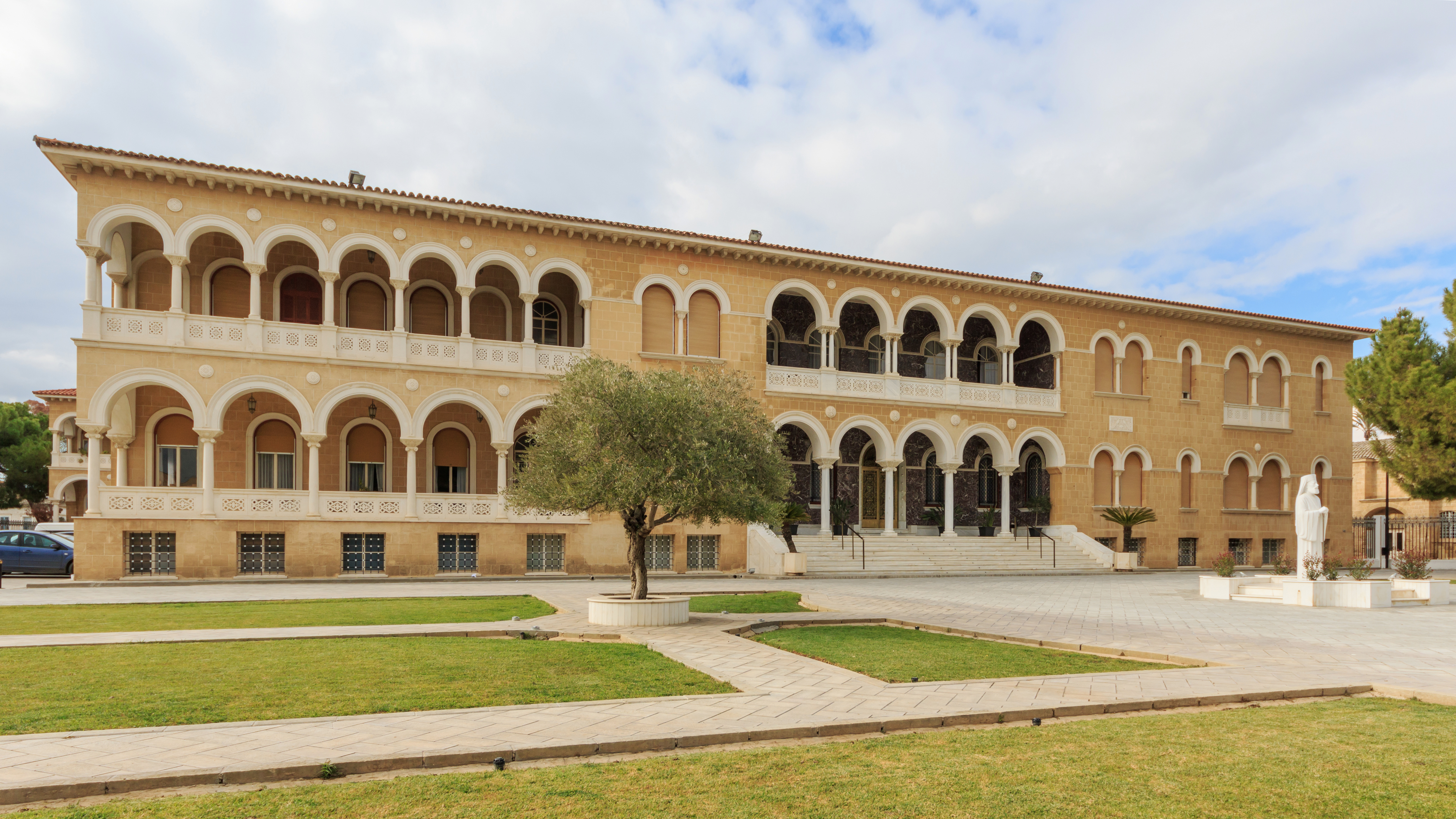
Il palazzo arcivescovile di Nicosia

La Chiesa di Cipro (in greco Ἐκκλησία τῆς Κύπρου, Ekklisía tîs Kýprou?, in turco Kıbrıs Kilisesi)  è una delle quattordici Chiese autocefale ortodosse. La comunità di Cipro è una delle più antiche: fondata secondo la tradizione dall'apostolo Barnaba, a Cipro ha sede la più antica comunità cristiana dopo quella di Gerusalemme. I fedeli costituiscono oltre l'80% della popolazione dell'isola, che conta 750 000 abitanti (tenendo conto anche della parte della Repubblica sotto occupazione militare turca).
La Chiesa è in comunione con le altre Chiese ortodosse. L'attuale primate è l'arcivescovo Georgios III, eletto dal Santo Sinodo della Chiesa cipriota il 24 dicembre 2022. Il suo titolo ufficiale e tradizionale è quello di "Arcivescovo di Nuova Giustiniana e di tutta Cipro". Eredita un antico privilegio concesso dai Bizantini, per cui l'arcivescovo di Cipro firma i documenti ufficiali con inchiostro rosso, come facevano i sovrani.

## Storia
Secondo la tradizione, la fondazione della Chiesa di Cipro risale ai primi due grandi evangelizzatori della Chiesa delle origini: gli apostoli Paolo e Barnaba, quest'ultimo originario proprio di Cipro. Nell'anno 46 partirono da Antiochia per il loro primo viaggio missionario (46-48 d.C.). Barnaba era cristiano già da tempo, mentre Paolo si era convertito da poco. Fu quindi Barnaba a guidare la missione. I due fecero tappa nell'isola come meta iniziale; Barnaba guidò Paolo dal porto di Salamina fino a giungere a Pafo, a circa 150 km di distanza. Qui, nella capitale dell'isola che apparteneva all'Impero romano, predicarono nelle sinagoghe. A Pafo sorgeva uno dei santuari ellenici più importanti del mondo, il tempio dedicato ad Afrodite, che secondo la mitologia greca era nata proprio sull'isola. Qui Paolo effettuò la sua prima conversione, parlando con un proconsole romano, Sergio Paolo.
Un secondo e più lungo viaggio missionario fu intrapreso da Barnaba con l'evangelista Marco. Il martirio di Barnaba sarebbe avvenuto sull'isola; la sua tomba fu scoperta a Salamina nel V secolo e intorno vi fu costruito un monastero, attivo ancora oggi. San Barnaba è venerato come fondatore della Chiesa di Cipro.
Al concilio di Efeso del 431 la Chiesa cipriota dichiarò la propria autonomia, che fu ufficialmente riconosciuta nel 478.
Malgrado l'occupazione dei Francesi (1191-1489), dei Veneziani (1489-1571) e degli Ottomani (1571-1832), la Chiesa di Cipro ha sempre mantenuto la propria indipendenza; per questo motivo è sempre stata in grado di svolgere un ruolo importante nella vita politica dell'isola.
Ha preso parte attiva nella guerra d'indipendenza contro i Turchi, pagando un alto prezzo (nel 1825 gran parte del clero cipriota, inclusa l'intera gerarchia, fu massacrata dai turchi per sospetto appoggio alla Rivoluzione greca). Durante il periodo della dominazione britannica (1878-1958), la Chiesa cipriota è stata, ancora una volta, attivamente impegnata nella lotta per la liberazione. L'isola ha conquistato l'indipendenza nel 1960. In seguito, l'Arcivescovo Macario fu eletto capo della nuova Repubblica, unendo per la prima volta le funzioni di capo dello Stato e di capo della Chiesa fino alla sua morte, avvenuta nel 1977.

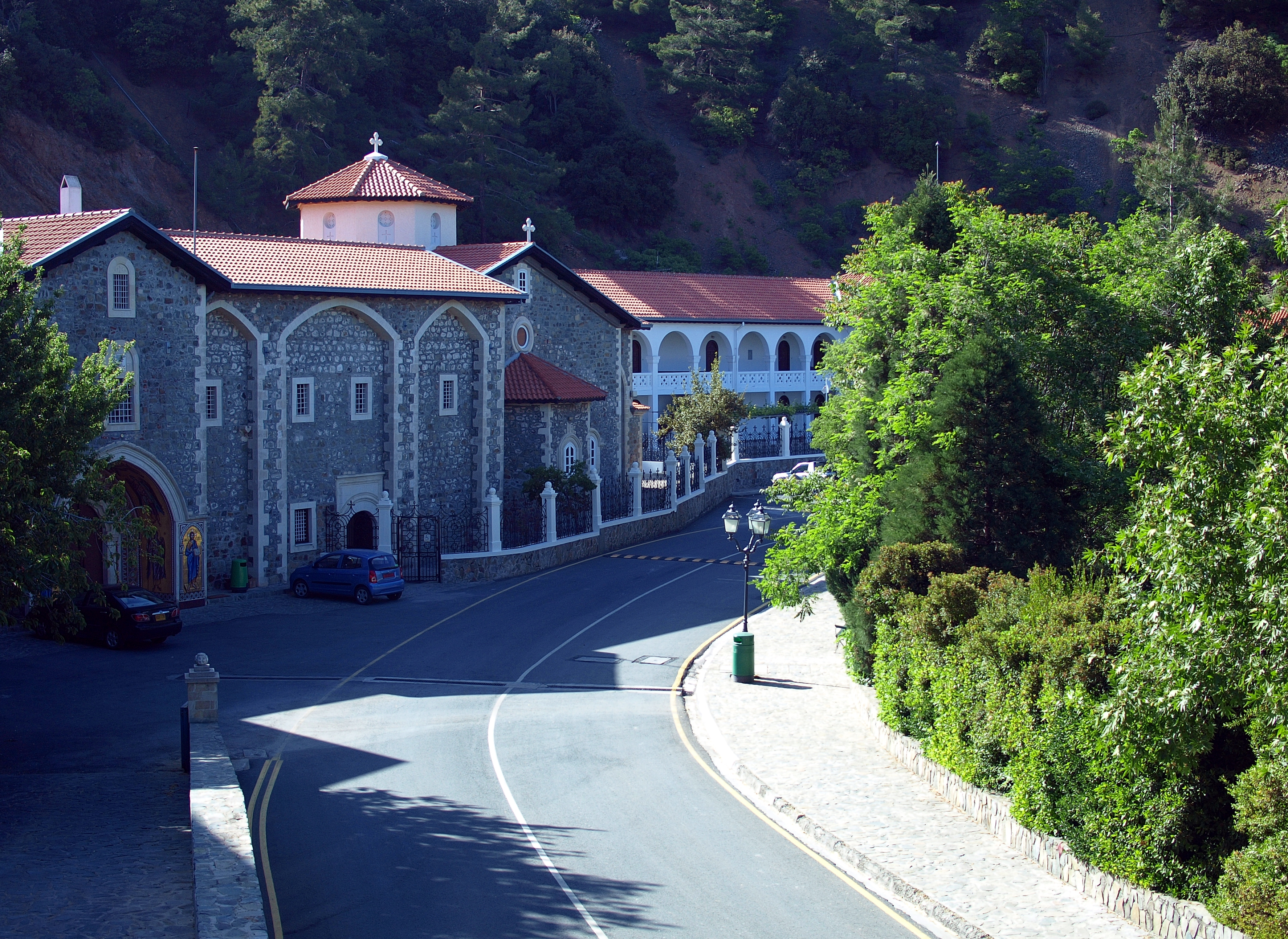
Il monastero di Kykkos

Il 20 luglio 1974 la Turchia ha invaso il territorio della Repubblica di Cipro, ha occupato e detiene tuttora illegalmente il 37% del suo territorio. La divisione di Cipro ha avuto forti implicazioni religiose. Infatti, dopo l'invasione turca più di 500 chiese, cappelle e monasteri (ortodossi, maroniti, armeni e cattolici), sono stati occupati o distrutti; oltre 170 000 cittadini residenti nella parte settentrionale dell'isola (circa un terzo della popolazione dell'isola nel 1974), si sono dovuti rifugiare al sud, diventando profughi nella loro stessa patria.
Le truppe turche tuttora di stanza nella parte occupata dell'isola ammontano a circa 43 000 effettivi. Dal 1974 ad oggi la Turchia ha trasferito oltre 160 000 propri cittadini nella parte occupata di Cipro.
Nonostante la Repubblica di Cipro sia entrata nell'Unione europea (2004), la situazione non si è ancora sbloccata. Nel 2007, il primate arcivescovo Crisostomo II, dichiarava che:
(Nicola Crocetti, Il Giornale, 22 ottobre 2007)

## Organizzazione
Il Santo Sinodo, nel corso del 2007, riformulò l'organizzazione territoriale delle diocesi cipriote, restaurando alcune delle sedi che erano state soppresse dai latini nella seconda metà del XIII secolo. Capo del Santo Sinodo e della Chiesa di Cipro è Georgios III, Arcivescovo di Nuova Giustiniana e di Tutta Cipro, che è residente a Nicosia.
Le circoscrizioni ecclesiastiche della chiesa cipriota sono:
- Arcidiocesi di Cipro (in greco Ιεράς Αρχιεπισκοπή Κύπρου?, Ierás Archiepiskopí Kýprou), con sede a Nicosia;[7]
- Metropolia di Pafo (in greco Ιεράς Μητρόπολις Πάφου?, Ierás Mitrópolis Páfou), con sede a Pafo;[8]
- Metropolia di Cizio (in greco Ιεράς Μητρόπολις Κιτίου?, Ierás Mitrópolis Kitíou), con sede a Larnaca;[9]
- Metropolia di Kyrenia (in greco Ιεράς Μητρόπολις Κυρηνείας?, Ierás Mitrópolis Kyrineías), con sede a Kyrenia, temporaneamente trasferita a Nicosia;[10]
- Metropolia di Limassol (in greco Ιεράς Μητρόπολις Λεμεσού?, Ierás Mitrópolis Lemesoú), con sede a Limassol;[11]
- Metropolia di Morfou (in greco Ιεράς Μητρόπολις Μόρφου?, Ierás Mitrópolis  Mórfou), con sede a Morfou, temporaneamente trasferita a Evrychou;[12]
- Metropolia di Costanza e Famagosta (in greco Ιεράς Μητρόπολις Κωνσταντίας και Αμμοχώστου?, Ierás Mitrópolis Konstantías kai Ammochóstou), con sede a Famagosta, temporaneamente trasferita a Paralimni;[13]
- Metropolia di Kykkos e Tillyria (in greco Ιεράς Μητρόπολις Κύκκου και Τηλλυρίας?, Ierás Mitrópolis Kýkkou kai Tillyrías), con sede nel monastero di Kykkos;[14]
- Metropolia di Tamaso e Orini (in greco Ιεράς Μητρόπολις Ταμασού και Ορεινής?, Ierás Mitrópolis Tamasoú kai Oreinís), con sede a Episkopeio;[15]
- Metropolia di Trimitonte (in greco Ιεράς Μητρόπολις Τριμυθούντος?, Ierás Mitrópolis Trimythoúntos), con sede nel monastero di San Spiridione di Tremetousia, temporaneamente trasferita a Dali.[16]

A Cipro esistono anche i corepiscopati di Carpasia, Arsinoe, Amatunte, Ledra, Citera, Neapoli e Mesaoria. Alcuni di questi corepiscopati sono sedi titolari.

## Rapporti con la Santa Sede
Le relazioni tra la Santa Sede e la Chiesa ortodossa di Cipro sono caratterizzate da fraterna cordialità ed impegno serio nel dialogo teologico e nella ricerca della piena comunione. Il 16 giugno 2007 l'arcivescovo di Cipro, Crisostomo II, si è recato in Vaticano ad incontrare papa Benedetto XVI. È stata siglata una dichiarazione comune che impegna le due Chiese a proseguire il dialogo e fissa alcuni obiettivi comuni.
Le due autorità si sono incontrate di nuovo il 5 giugno 2010, nel corso della storica visita apostolica di Benedetto XVI a Cipro. Il pontefice ha consegnato all'arcivescovo l'Instrumentum laboris, il documento con le linee-guida per il «Sinodo sul Medio Oriente», che nell'ottobre 2010 ha visto riuniti in Vaticano i massimi esponenti delle Chiese orientali.

## Elenco dei metropoliti di Cipro
La prima sede dei metropoli di Cipro fu Salamina, chiamata Costanza dalla metà del IV secolo; dopo la conquista araba, verso la metà del VII secolo, la sede fu spostata a Famagosta; dal 1570 i metropoliti risiedono a Nicosia.

### I-XIII secolo
- San Barnaba †
- Sant'Aristione †
- Sant'Eraclide †
- Gelasio † (menzionato nel 325)
- Sant'Epifanio † (368/369 - 403 deceduto)
- Staurino I †
- Troilo †
- Teodoro †
- Regino † (menzionato nel 431)
- Olimpio I † (prima del 449 - dopo il 451)
- Staurino II † (menzionato nel 458)
- Antemio † (all'epoca dell'imperatore Zenone)
- Olimpio II † (menzionato nel 530 circa)
- Filosseno †
- Damiano †
- San Sofronio I †
- Sant'Ilario †
- San Gregorio †
- San Melezio †
- Sant'Isacco †
- San Teraponto †
- Arcadio I † (inizio del VII secolo)
- Sergio † (prima del 643 - dopo il 649)
- Arcadio II † (all'epoca dell'imperatore Costantino IV Pogonato)
- Epifanio II † (menzionato nel 680)
- Giovanni I † (menzionato nel 692)
- Teodoro † (VII/VIII secolo)[17]
- Giorgio I † (menzionato nel 750 circa)
- Costantino † (menzionato nel 787)
- Epifanio III † (menzionato nell'869)
- Teofilo (o Eustazio?) † (circa 885 - ?)[18]
- Eutimio †[19]
- Giovanni † (X secolo)[19]
- Alessio †[19]
- Epifanio IV †[19]
- Nilo †[19]
- Basilio † (fine XI secolo)[19]
- Nicola Muzalone † (? - circa 1100 dimesso)
- Giovanni II il Cretese † (maggio-giugno 1152 - dopo febbraio 1170)[20]
- Barnaba II †[20]
- Sofronio II † (menzionato nel 1191)[20]
- Isaia † (prima di aprile 1205 - dopo giugno 1209)[20]
- Ilario ? †[20]
- Simeone ? † (menzionato nel 1218)[20]
- Neofito † (prima del 1222 - fine 1222 deposto)[20]
- Gregorio o Giorgio II ? † (menzionato nel 1254)[20]
- Germano I Pesimandro † (circa 1254 - dopo il 1260)[20]
  - Sede soppressa (dopo il 1260 e fino al 1570)

### Dal 1570 a oggi
- Timoteo † (1572 - 1575)
- Laurenzio † (1575 - 1587)
- Neofito † (1587 - 1592)
- Atanasio I † (1592 - 1601)
- Beniamino † (1601 - 1606)
- Cristodulo I † (1606 - 1653)
- Niceforo † (1653 - 1674 dimesso)
- Ilario Kigalas † (1674 - 1679)
- Cristodulo II † (1679 - 1685)
- Giacomo I † (1685 - 1695)
- Germano II † (1695 - 1705)
- Atanasio II † (1705 - 1709)
- Giacomo II † (1709 - 1718)
- Silvestro † (1718 - 1734)
- Filoteo † (1734 - 1759 deceduto)
- Paisio † (1759 - 1766)
- Crisante † (1767 - 1810 deceduto)
- Cipriano † (1810 - 1821 deceduto)
- Gioacchino † (1821 - 1824)
- Damasceno † (1824 - 1827)
- Panerote † (1827 - 1840 deceduto)

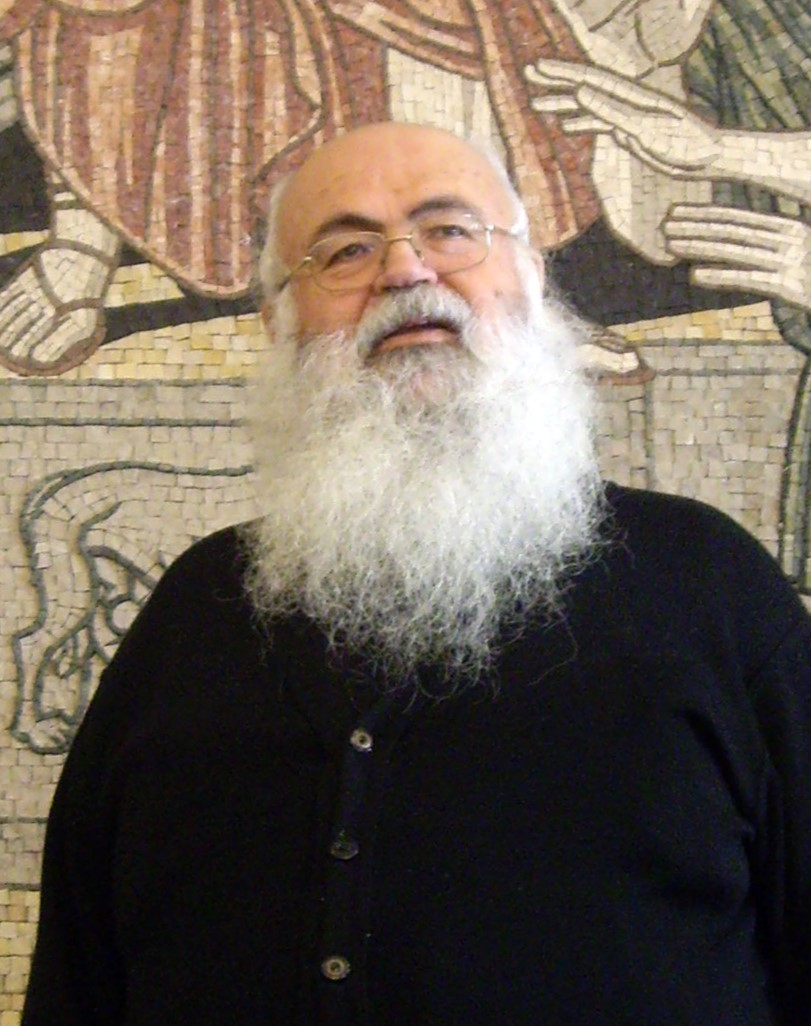
Giorgio III, arcivescovo di Cipro dal 24 dicembre 2022.

- Gioannizio † (1840 - 1849 deceduto)
- Cirillo I † (1849 - 1854 deceduto)
- Macario I † (26 agosto 1854 - 1865 deceduto)
- Sofronio III † (28 ottobre 1865 - 22 maggio 1900 deceduto)
- Cirillo II † (1909 - 6 luglio 1916 deceduto)
- Cirillo III † (11 novembre 1916 - 15 novembre 1933 deceduto)
- Leonzio † (20 giugno 1947 - 26 luglio 1947 deceduto)
- Macario II † (24 dicembre 1947 - 28 giugno 1950 deceduto)
- Macario III † (18 settembre 1950 - 3 agosto 1977 deceduto)
- Crisostomo I † (12 novembre 1977 - maggio 2006 dimesso)
- Crisostomo II † (5 novembre 2006 - 7 novembre 2022 deceduto)
- Georgios III, dal 24 dicembre 2022